# Mikel Saizar
Mikel Saizar Soroa (ur. 18 stycznia 1983 w Ibarra) – hiszpański piłkarz występujący na pozycji bramkarza w Córdoba CF.

## Statystyki klubowe
| Sezon   | Klub                         | Kraj      | Liga               | Mecze | Bramki | Puchar Kraju | Mecze | Bramki |
| ------- | ---------------------------- | --------- | ------------------ | ----- | ------ | ------------ | ----- | ------ |
| 2001/02 | Real Unión Irún              | Hiszpania | Segunda División B | 4     | 0      | -            | -     | -      |
| 2002/03 | Real Sociedad B              | Hiszpania | Segunda División B | 0     | 0      | -            | -     | -      |
| 2003/04 | Real Sociedad B              | Hiszpania | Segunda División B | 0     | 0      | -            | -     | -      |
| 2003/04 | Real Sociedad                | Hiszpania | Primera División   | 0     | 0      | -            | -     | -      |
| 2004/05 | Real Sociedad B              | Hiszpania | Segunda División B | 11    | 0      | -            | -     | -      |
| 2005/06 | Real Sociedad B              | Hiszpania | Segunda División B | 27    | 0      | -            | -     | -      |
| 2005/06 | Real Sociedad                | Hiszpania | Primera División   | 0     | 0      | -            | -     | -      |
| 2006/07 | Pontevedra                   | Hiszpania | Segunda División B | 2     | 0      | -            | -     | -      |
| 2007/08 | Pontevedra                   | Hiszpania | Segunda División B | 2     | 0      | -            | -     | -      |
| 2008/09 | Pontevedra                   | Hiszpania | Segunda División B | 38    | 0      | -            | -     | -      |
| 2009/10 | Cultural y Deportiva Leonesa | Hiszpania | Segunda División B | 20    | 0      | -            | -     | -      |
| 2010/11 | CD Guadalajara               | Hiszpania | Segunda División B | 26    | 0      | -            | -     | -      |
| 2011/12 | CD Guadalajara               | Hiszpania | Segunda División   | 42    | 0      | -            | -     | -      |
| 2012/13 | Córdoba CF                   | Hiszpania | Segunda División   | 2     | 0      | -            | -     | -      |
| 2013/14 | Córdoba CF                   | Hiszpania | Segunda División   | 31    | 0      | -            | -     | -      |
| 2014/15 | Córdoba CF                   | Hiszpania | Segunda División   | 6     | 0      | Puchar Króla | 2     | 0      |

Stan na: 23 maja 2015 r.